# Florent Mollet
Florent Mollet (Fontaine-lès-Dijon, 19 de noviembre de 1991) es un futbolista francés. Juega de centrocampista y se encuentra sin equipo tras abandonar el F. C. Nantes.

## Clubes
| Club                 | País     | Año       |
| -------------------- | -------- | --------- |
| Dijon F. C. O.       | Francia  | 2012-2015 |
| U. S. Créteil        | Francia  | 2015-2016 |
| F. C. Metz           | Francia  | 2016-2018 |
| Montpellier H. S. C. | Francia  | 2018-2022 |
| F. C. Schalke 04     | Alemania | 2022-2023 |
| F. C. Nantes         | Francia  | 2023-2025 |